# 2C-P
Le 2C-P est une drogue psychédélique, découverte par Alexander Shulgin et décrite pour la première fois dans son livre PiHKAL.

## Chimie
Le 2C-P fait partie de la famille de drogues 2C-x, des phényléthylamines hallucinogènes de synthèse découvertes par Alexander Shulgin. Il s'agit d'une phényléthylamine substituée, comprenant des groupes méthoxy (en) en position 2 et 5 (comme toutes les molécules de la famille des 2C-x), ainsi qu'un groupe propyle en position 4.
En raison de sa substitution en position 4, il fait partie des drogues les plus puissantes de la famille des 2C-x.

## Pharmacologie
Le 2C-P est un agoniste des récepteurs sérotoninergiques 2A (en), 2B (en) et 2C (en), ainsi que des récepteurs α1, D1-3 et H1.

## Effets
Moins connu et étudié que d'autres composés de la famille des 2C-x, le 2C-P est peu documenté dans la littérature et on ne connaît pas précisément sa toxicité et sa pharmacologie. Sa courbe dose-réponse n'est pas linéaire, ce qui rend son dosage risqué : une augmentation (même minime) de la dose peut provoquer des effets bien plus intenses,.
Comme tous les psychédéliques, il peut provoquer des bad trips. Compte tenu de la faible dose active du 2C-P, le surdosage est fréquent et potentiellement mortel. De plus, sa demi-vie sensiblement plus longue que les autres drogues de la famille des 2C-x peut entraîner une persistance des effets pendant plusieurs jours.

### Effets recherchés
- hallucinations visuelles et auditives ;
- état modifié de conscience ;
- modification de la perception des couleurs ;
- introspection, pensées philosophiques ;
- stimulation physique et mentale ;
- renforcement du sens du toucher ;
- fous rires ;
- sentiment d'empathie ;
- augmentation de la sociabilité, désinhibition ;
- augmentation de la créativité.
- état contemplatif

### Effets indésirables
- vasoconstriction ;
- hypertension ;
- augmentation importante du rythme cardiaque ;
- dilatation des pupilles ;
- confusion, troubles de l'attention ;
- modification de la perception du temps ;
- modification de la perception spatiale
- diminution ou disparition de l'ego ;
- expériences de hors-corps ;
- perte de l'appétit ;
- nausée, vomissements, gaz ;
- maux de tête ;
- spasmes ;
- bruxisme ;
- fatigue (voire douleur) musculaire ;
- paranoïa ;
- confusion ;
- troubles de la vision ;
- transpiration, frissons ;
- difficultés à s'exprimer.